# خربه العودي (المخادر)

تعديل مصدري - تعديل

خربه العودي محلة تابعة لقرية الكولة، التابعة لعزلة السحول بمديرية المخادر إحدى مديريات محافظة إب في الجمهورية اليمنية، بلغ تعداد سكانها 103 حسب تعداد اليمن لعام 2004.